# 수암로 (울산)
수암로(Suam-ro)는 울산광역시 남구 신정동 공업탑로터리와 여천동 신여천사거리를 연결하는 8 ~ 10차선 도로이다.

## 연혁
- 2001년 3월 22일 : 기존 공업탑로터리 ~ 야음사거리 ~ 해운항만청 2.3km 구간에서 공업탑로터리 ~ 야음사거리 ~ 여천사거리 3.68km 구간으로 정정하고 울산광역시도 30호선 부여[1]

## 주요 경유지
울산광역시
- 남구 (신정동 · 수암동 · 대현동 · 여천동)

## 노선
| 이름                                 | 접속 노선                                     | 소재지     | 소재지 | 비고 |
| ------------------------------------ | --------------------------------------------- | ---------- | ------ | ---- |
| 공업탑로터리                         | 국도 제31호선 (두왕로) (봉월로) 문수로 삼산로 | 울산광역시 | 남구   |      |
| 동서오거리                           | 중앙로 대암로                                 | 울산광역시 | 남구   |      |
| 수암시장                             |                                               | 울산광역시 | 남구   |      |
| 대현초교삼거리 (홈플러스 울산남구점) | 야음로                                        | 울산광역시 | 남구   |      |
| 대현초등학교 야음중학교              |                                               | 울산광역시 | 남구   |      |
| 야음사거리                           | 번영로 수암로224번길                          | 울산광역시 | 남구   |      |
| KT남울산지사앞                       | 여천로 신선로                                 | 울산광역시 | 남구   |      |
| 새터삼거리                           | 처용로                                        | 울산광역시 | 남구   |      |
| 신여천사거리                         | 산업로                                        | 울산광역시 | 남구   |      |
| 장생포로와 직결                      |                                               |            |        |      |